# Itapecuru
Rio Itapecuru är en ungefär 1 500 km lång flod i delstaten Maranhão i Brasilien som rinner ut i Atlanten vid São Luís. Namnet betyder "floden som rinner mellan stenarna" på Tupí-guaraní.